# Блумсдэй

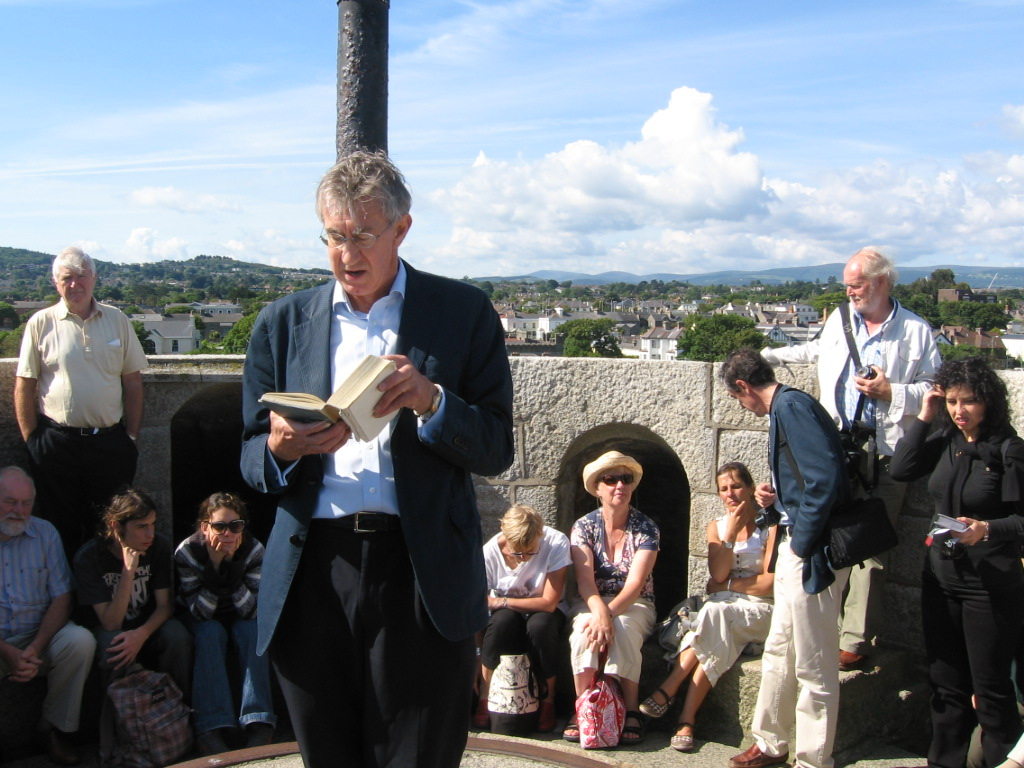
Празднование 16 июня 2009 года в башне Джеймса Джойса, Дублин

Блу́мсдэ́й, или День Блу́ма (англ. Bloomsday, ирл. Lá Bloom), — праздник, устраиваемый ежегодно 16 июня поклонниками ирландского писателя Джеймса Джойса. Праздник назван в честь главного героя романа Джойса «Улисс» дублинского еврея Леопольда Блума, а дата выбрана в соответствии с временем действия романа (оно происходит 16 июня 1904 года; в этот день состоялось первое свидание Джойса и его будущей жены Норы Барнакл, горничной отеля Finn’s Hotel, в связи с чем писатель и решил увековечить этот день в своём произведении).

## История праздника
Первое упоминание о Блумсдэе можно найти в письме Джойса к мисс Уивер от 27 июня 1924 года: «Существует группа людей, которые соблюдают то, что они называют „день Блума“ — 16 июня».
К 50-летию событий, описанных в романе, дублинский художник Джон Райан и писатель Фланн О’Брайен организовали в Дублине «паломничество», проследовав по маршруту Леопольда Блума, описанному в романе. К ним присоединились поэты Патрик Кавана, Энтони Кронин, кузен Джеймса Джойса зубной врач Том Джойс и сотрудник Тринити-колледжа Левенталь. Райан нанял два старинных конных экипажа, подобных тем, в которых герои «Улисса» направлялись на похороны Пэдди Дигнама. Участники мероприятия распределили между собой роли персонажей романа. Они планировали ездить по городу в течение дня, посетив все упомянутые в романе места и завершив путешествие в бывшем квартале борделей, который Джойс именовал «Найттаун». Путешествие было прервано на полпути, когда участники поездки напились в пабе Бейли в центре города, которым в то время владел Райан. (В 1967 году Райан в этом баре установил дверь дома № 7 по улице Экклс (входную дверь дома Леона Блума), что спасло бар от разрушения.) Джон Райан заснял этот первый Блумсдэй.
В 1982 году, в год столетия со дня рождения Джеймса Джойса, в Дублине отметили Блумсдэй официально, после чего масштаб празднований стал увеличиваться с каждым годом. В рамках церемоний к 100-летию со дня рождения Джойса была записана аудиокнига с приглашёнными актёрами и чтецами с Radio Éireann Players. Проведение праздника было отменено единственный раз, в 2006 году, из-за траура по бывшему премьер-министру Ирландии Чарльзу Хоги.
В рамках праздника по всему миру проходят чтения романа, а в Дублине празднующие проходят маршрут героев произведения, Леопольда Блума и Стивена Дедала. На улицах города можно найти памятники, посвящённые роману, и таблички, указывающие, где именно проходили пути героев. Энтузиасты обряжаются в костюмы той эпохи, заказывают блюда, как в романе — жареные бараньи почки, стаканчик бургундского, бутерброд с итальянским сыром.